# Seznam lidí, míst a věcí ze severské mytologie

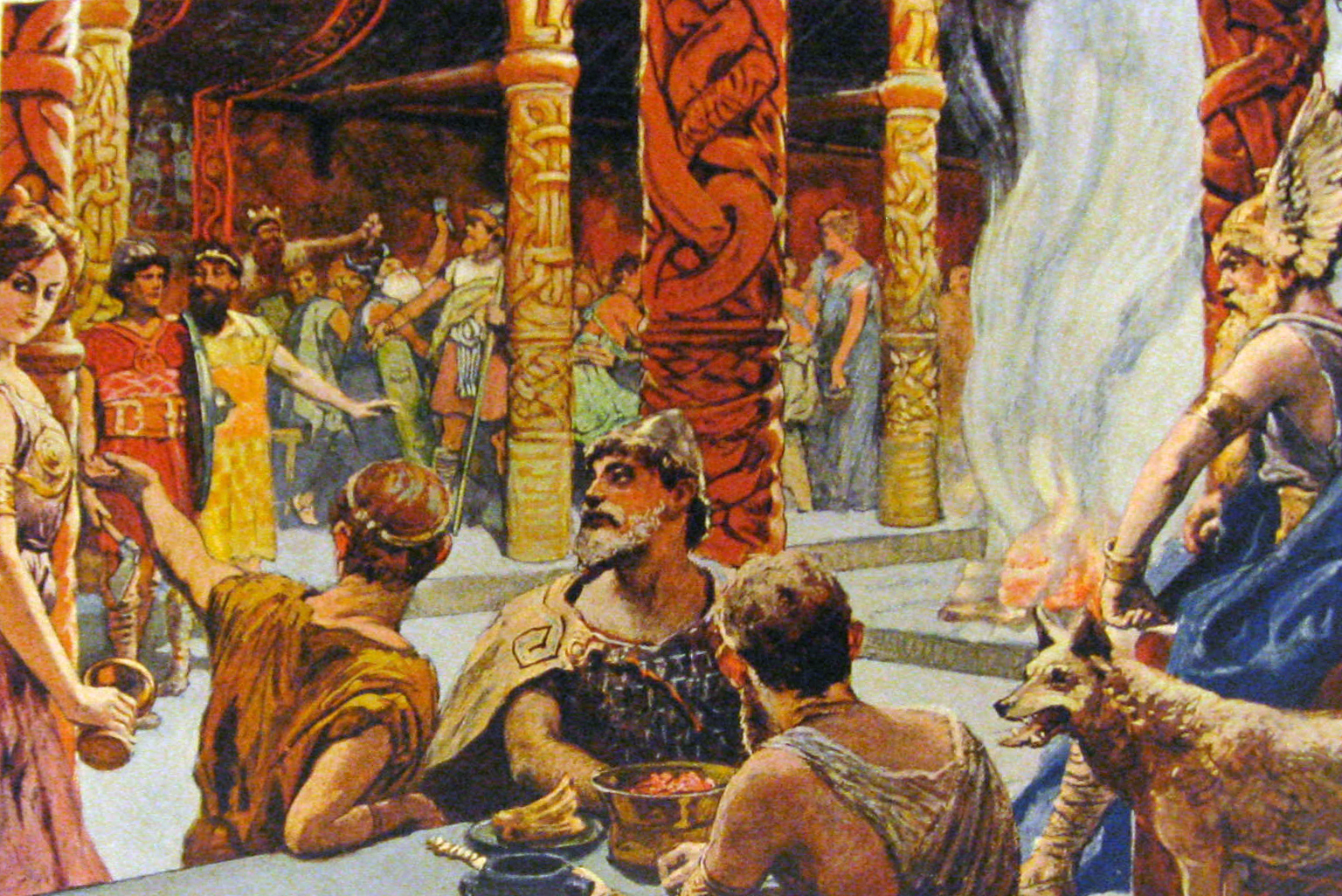
Valhalla, obraz Emila Doeplera z počátku 20. století

Seznam lidí, míst a věcí ze severské mytologie uvádí některé méně obvyklé pojmy (např. jména či označení tvorů, míst, předmětů), s nimiž se lze setkat v příbězích severské mytologie.

## Álfové
- Dain – vládce álfů

## Lidé
- Andhrímni – kuchař ve Valhalle
- Ask („Jasan“) – první stvořený muž
- berserkové – Ódinovi živí bojovníci, opak einherjů
- Embla („Jíva“) – první stvořená žena
- Leiftrasi – muž, přeživší ragnarök
- Líf – žena přeživší ragnarök
- Loddfáfni – básník, k němuž Ódin promlouvá v Runatálu
- skald – staroseverské označení pro básníka

## Obři

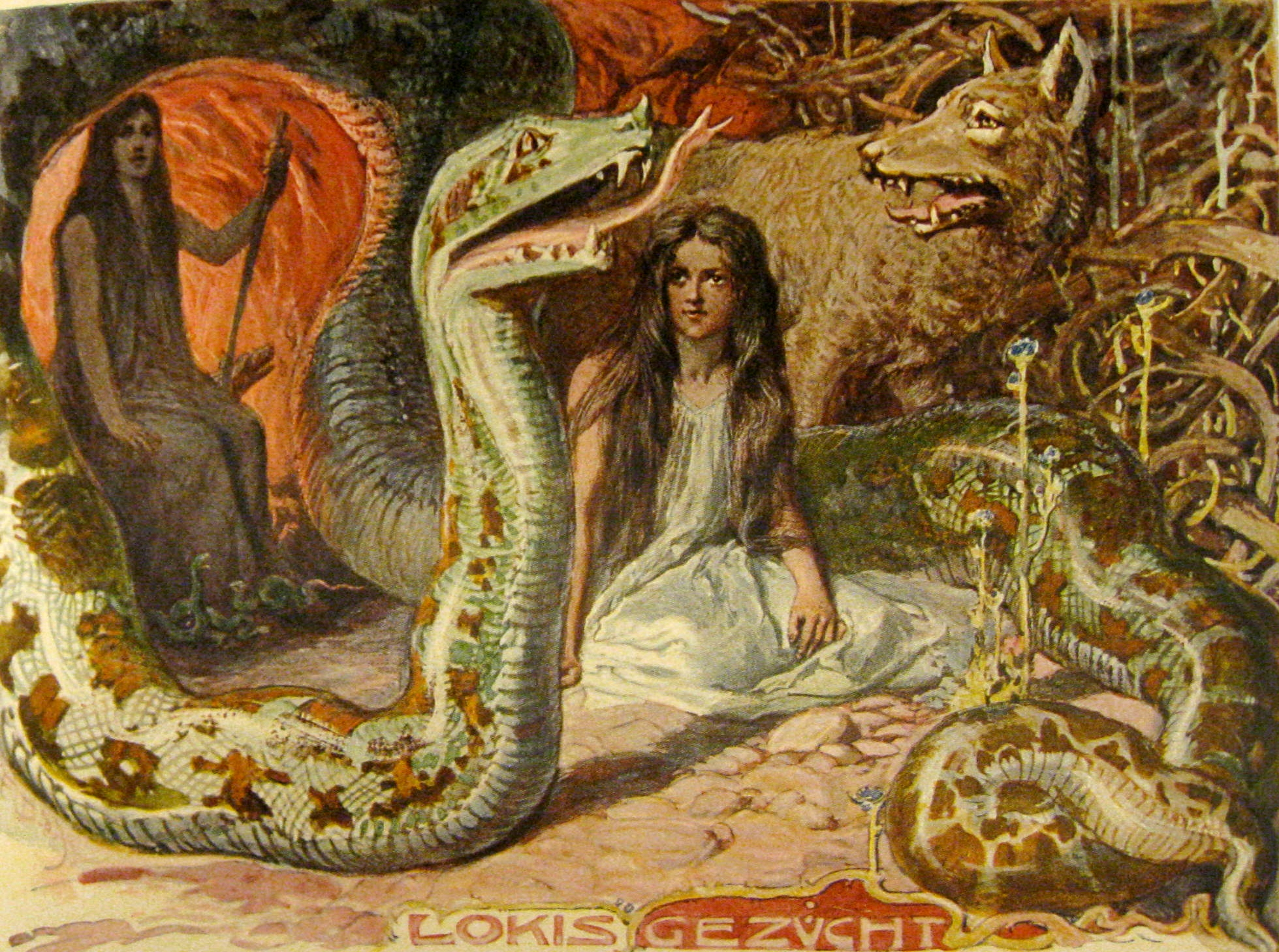
Obryně Angrboda s Lokiho potomky

- Angrboda – obryně, která spolu s Lokim zrodila Fenriho, Midgardsorma a Hel
- Asvid – vládce obrů
- Bergelmir – jediný obr přeživší, se svojí manželkou Lúdr, potopu světa po Ymiho smrti
- Bestla – obryně, Ódinova matka
- Bolthorn („Zlý trn“) – obr, Ódinův děd
- Bor – Búriho syn, Ódinův otec
- Búri – prabytost oživená Audumlou
- Gang – bratr Tjaziho a Ildi
- Gilling – otec Suttunga
- Gríd – obryně, Vídarova matka
- Gunnlöd – dcera Suttunga, strážila medovinu básnictví, dokud ji neukradl Odin
- Hrod – manželka Hymiho
- Hrým – vládce Niflheimu
- Hymi – rybářský obr, doprovázejíce krátce Thóra při lovu Midgardsorma
- Hyrrokkin – bohyně z Jötunheimu, dostala na moře Baldrovu loď Hringhorni
- Ildi – sestra Ganga a Tjaziho
- Lúdr – manželka Bergelmira
- Ölvaldi – otec Tjaziho
- Surt – vládce Múspellheimu
- Suttung – syn Gillinga, získal medovinu básnictví jako výkupné za smrt svých rodičů
- Tjazi – otec Skaldi, únosce Idunn
- Thrudgelmir – otec Bergelmira
- Ymi – prabytost

## Trpaslíci

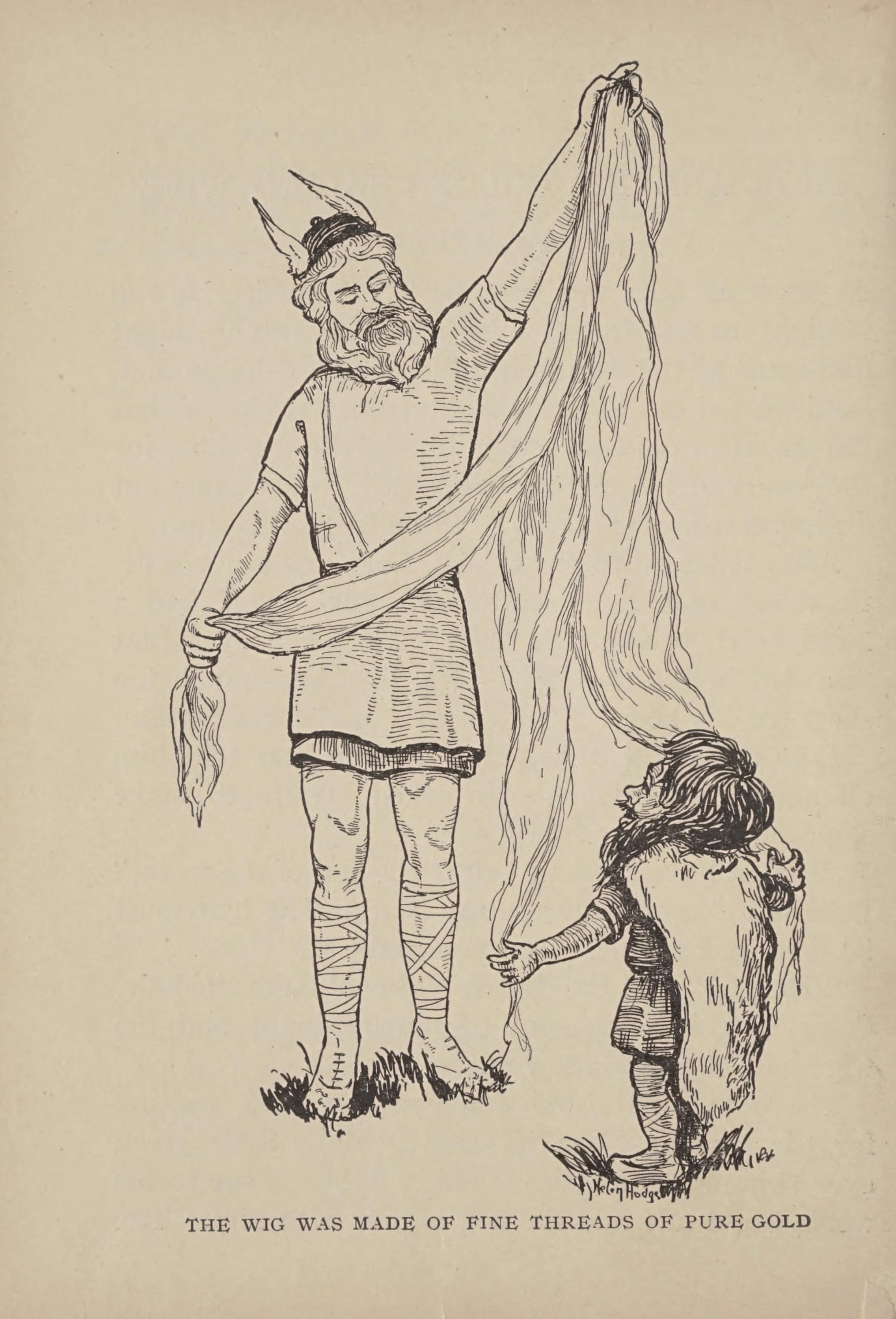
Loki a Dvalin

- Austri („Východní“) – jeden ze čtyř trpaslíků podpírajících nebeskou klenbu
- Brokk – bratr Sindriho, společně zhotovili tři dary pro bohy – Gullinburstiho, Draupni a Mjöllni
- Dvalin – vládce trpaslíků
- Fafni – syn Hreidmara, který svého otce společně se svým bratrem Reginem zabije
- Fjalar a Galar – bratři, kteří zabili Kvasiho a získali tak medovinu ódraeri
- Hreidmar – trpasličí král, měl tři syny Fafniho, Regina, Otra.
- Nordri („Severní“) – jeden ze čtyř trpaslíků podpírajících nebeskou klenbu
- Otr – syn Hreidmara, zabit Lokim, když byl proměněn ve vydru
- Regin – syn Hreidmara, který svého otce společně se svým bratrem Fafnim zabije
- Sindri – bratr Brokka, společně zhotovili tři dary pro bohy – Gullinburstiho, Draupni a Mjöllni
- Sudri („Jižní“) – jeden ze čtyř trpaslíků podpírajících nebeskou klenbu
- Synové Ívaldiho – skupina trpaslíků, kteří vytvořili mnoho obdivuhodných předmětů pro bohy
- Vestri („Západní“) – jeden ze čtyř trpaslíků podpírajících nebeskou klenbu

## Valkýry
- Hild
- Hrist
- Hlökk
- Herfjötur
- Göll
- Geirahöd
- Mist
- Randgríd
- Rádgríd
- Reginleif
- Skeggjöld
- Skögul
- Trúd

## Místa
- Álfheim (Ljósálfheim) – sídlo Freyovy družiny
- Ásgard – sídlo Ásů
- Bifröst – duhový most spojující všech Devět světů
- Bilskirni – Thórův palác
- Breidablik – Baldrův palác
- Brimi – posmrtná hodovní síň
- Élivága – řeka, která vznikla při stvoření světa působením Múspellheimu na Niflheim. Z ní se zrodil obr Ymi a kráva Audumla. Někdy zmiňována v množném čísle jako řeky života Élivágy.
- Fensali – Friggin palác
- Fólkvang – Freyin palác
- Ginnungagap – magická propast
- Gjallarbrú – most přes řeku Gjöll v podsvětí Helheimu, kterému vládne Hel. Je popisován jako most pokrytý "došky s třpytivým zlatem".
- Gjöll – podsvětní řeka
- Gladsheim – Ódinova sídelní země
- Glitni – Forsetiho palác
- Helheim – sídlo bohyně Hel
- Himinbjörg – pevnost u Bifröstu, ve které bydlí Heimdal
- Hvergelmi – studánka u kořene Yggdrasilu
- Idská pláň – jedna z prvních stvořených zemí světa
- Jötunheim – domov ledových a skalních obrů
- Ljósálfheim – domov světlých álfů
- Midgard – část vesmíru obývaná lidmi
- Múspellheim – říše ohně
- Nástrandy („Pobřeží mrtvých“) – síň situovaná do Helheimu, ve které po smrti přebývají vrazi a křivopřísežníci
- Niflheim – říše ledu
- Nóatún – Njördovo sídlo
- Oskopni – ostrov, na kterém proběhne poslední bitva
- Sindri – posmrtná hodovní síň
- Sökknabekk – Friggina země
- Svartálfheim – domov tmavých álfů
- Thrymheim – Skaddin palác
- Trúdvang – Thórův dvorec v Ásgardu, někdy označovaný jako Trúdheim
- Valaskjalf – síň, ve které je umístěn Hlidskjalf
- Valhalla – Ódinův palác
- Nóatún – Vídarovo sídlo
- Urdina studna – studánka vyvěrající u kořene Yggdrasilu nacházejícího se v Ásgardu, kde se scházejí Ásové na své sněmy
- Vanaheim – domov Vanů
- Vingólf – síň bohyň
- Ydali – Ullovo sídlo

## Předměty
- Brísingamen („Náhrdelník Brísingů“) – Freyin náhrdelník
- Eldhrímni – kotel, v němž se ve Valhalle vaří Saehrímniho maso
- gand – magická tyč s vyřezaným kompletním futharkem, která se používá při blótu
- Gleipnir – řetěz poutající vlka Fenriho
- Hlidskjalf – Ódinův trůn, na který nesmí usednout nikdo kromě Ódina samého a jeho manželky Friggy  – kdokoliv zde usedne, uzří vše
- brakteát – plíšková mince nošená jako medailon
- Svalin – magický štít chránící Zemi před škodlivými paprsky Slunce (pravděpodobně míněna ozónová vrstva)
- Zlaté tabulky – původní zdroj run

### Lodě
- Hringhorni – Baldrova loď
- Naglfar – loď mrtvých
- Skídbladni – Freyova loď

### Zbraně
- Mjöllni – Thórovo kladivo
- Gram („Rozlícený“, „Nepřátelský“) – meč, který dal Sigmundovi Ódin
- Gungni („Houpavý“) – Ódinův kouzelný oštěp
- Hrotti – meč trpaslíka Fáfniho
- Refil – meč trpaslíka Regina

## Rostlinstvo
- Laerad – strom rostoucí na střeše Valhally, na kterém se pase koza Heidrún
- Yggdrasil – strom světa, který propojuje všech devět světů

## Zvířata
- Alsvin – jeden z koní, táhnoucí Sluneční vůz bohyně Sol
- Alsvinder – kůň, táhnoucí Měsíční vůz řízený Manim
- Arvakr – druhý z koní, táhnoucí Sluneční vůz bohyně Sol
- Audumla – obrovská kráva zrozená spolu s prapůvodní bytostí Ymim
- Dainn – jelen žijící mezi větvemi Yggdrasilu
- Eiktyrni – jelen stojící na střeše Valhally
- Fenri – vlk, Lokiho syn
- Freki („Žravý“) – jeden z Ódinových vlků
- Garm (Managarm) – pekelný pes
- Geri („Nenasytný“) – jeden z Ódinových vlků
- Goldfaxi – Hrungirův kůň se zlatou hřívou
- Grani – Sigurdův kůň, potomek Sleipniho
- Gullinbursti – zlatý kanec boha Freye
- Gullinkambi – červený kohout na střeše Valhally
- Gulltop – kůň boha Heimdalla
- Hati („Nenávistník“) – vlk, syn Fenrira – pronásleduje Měsíc
- Heidrún – koza dojící medovinu ve Valhalle
- Helhest – třínohý Helin kůň
- Hildisvini – kanec bohyně Freyi
- Hraesvelg – obr, často však přijímá podobu obrovského orla
- Hrímfaxi („Ledohřívek“) – kůň noci, táhnoucí černý vůz bohyně Nótt
- Hugin („Myšlenka“) – jeden z Ódinových krkavců
- Midgardsorm (Jörmungandr) – obrovský had obepínající Midgard
- Munin („Paměť“) – jeden z Ódinových krkavců
- Nidhögg – drak požírající kořeny Yggdrasilu v Niflheimu
- Ratatosk – veverka pobíhající po kmeni Yggdrasilu
- Saehrímni – kanec zásobující masem kuchyni ve Valhalle
- Skinfaxi („Světlohřívek“) – kůň dne, táhnoucí zlatý vůz Dagra
- Sleipnir – Odinův osminohý kůň, nejlepší ze všech koní
- Skoll („Výsměch“) – vlk, syn Fenrira – pronásledje Slunce
- Svadilfari – kouzelný hřebec patřící nepojmenované obrovi staviteli, společně stavěli hradby okolo Ásgardu
- Tanngjóst – Thórův kozel
- Tanngrisn – Thórův kozel
- Tjazi – obr, který se objevuje převážně v podobě orla

## Ostatní pojmy
- ætt (plurál: ættir) – název pro kteroukoli ze tří skupin run
- Ásatrú – víra v Ásy
- blót – obřad sloužící bohům
- Eddy – dvě sbírky staronordických literárních prací
- gald – magie Ásů
- hällristingar – prehistorické symboly
- handbani – vlastnoruční vrah
- Hávamál – jedna z básní Starší Eddy
- hnefatafl – oblíbená desková hra
- hrimthursar – „obři z jinovatky“
- kenning – básnická metafora nebo narážka
- nid – urážka působící zároveň jako prokletí
- rádbani – strůjce vraždy
- ódraeri – medovina básníků
- orlög – souhrn všech událostí, struktur a věcí
- ragnarök („Zánik bohů“) – konec nordického panteonu v krvavé bitvě s nepřáteli
- sága (literatura) – rodová kronika obsahující informace o víře, zvycích a způsobu života v pohanských dobách
- seid – magie Vanů
- troll – zlý skřet
- trpaslík – mytická a pohádková bytost skandinávské mytologie
- Völuspá („Vědmina věštba“) – Báseň ze Starší Eddy
- völva – vědma
- wyrd – osobní osud